# Olios fimbriatus
Olios fimbriatus là một loài nhện trong họ Sparassidae.
Loài này thuộc chi Olios. Olios fimbriatus được Pater Chrysanthus miêu tả năm 1965.